# Kolskegg Hámundarson
Kolskegg Hámundarson o Hamundsson (nórdico antiguo: Kolskeggr, n. 936), fue un guerrero vikingo varego de Islandia que aparece como personaje de la saga de Njál, hermano y fiel aliado de Gunnar Hámundarson, hábil en la lucha y hombre de armas, de quien se dice que fue el primero en llegar a Holmgard (Nóvgorod) y a Miklagard (Constantinopla), donde entró como oficial de la guardia varega al servicio del emperador bizantino, hacia 990.
Según la saga: 
«y allí entró a servir al Emperador. Lo último que se supo de él fue que se había casado y que fue capitán de los varegos y que permaneció allí hasta el fin de sus días».
Se menciona a Kolskegg como cristiano converso y bautizado en Dinamarca durante el reinado del rey Svend I, pero no era feliz, y se desplazó posteriormente a la Rus de Kiev donde permaneció un año, para dirigirse más tarde hacia el sur y llegar a ser uno de los comandantes de los varegos en el imperio bizantino. Kolskegg profetizó que su hermano sería asesinado y que a partir de entonces no habría razones para regresar a Islandia, como así cumplió.